# Mesocentrus crassipes
Mesocentrus crassipes är en stekelart som beskrevs av Szepligeti 1900. Mesocentrus crassipes ingår i släktet Mesocentrus och familjen bracksteklar. Inga underarter finns listade i Catalogue of Life.